# 1986 QO1
1986 QO1 är en asteroid i huvudbältet som upptäcktes den 27 augusti 1986 av den belgiske astronomen Henri Debehogne vid La Silla-observatoriet.
Asteroiden har en diameter på ungefär 5 kilometer.